# درنای ساروس
درنای ساروس (نام علمی: Grus antigone) یک گونه از سردهٔ درناها است. این پرنده قدّی نزدیک به بلندیِ انسان دارد. 

## تک‌همسری
در هند این پرنده به خاطر تک‌همسر بودنش ستایش می‌شود. شایع است که وقتی یکی از جفت‌ها می‌میرد جفت دیگر تا پایان عمر در سوگ او باقی می‌ماند. ولی واقعیت کمی متفاوت است. جفت‌های درنا گاهی به یک پرنده‌ی سوم اجازه می‌دهند که به آن‌ها بپیوندد و حتی آواز دونفره‌شان تبدیل به آواز سه‌نفره می‌شود. البته این رویداد نادر است و در حدود ۱٪ از این پرندگان مشاهده شده است. معمولاْ در شرایط سخت که بزرگ‌کردن نوزاد پرنده دشوار است این رفتار بیشتر دیده می‌شود و به رشد بهتر جوجه کمک می‌کند. پرنده‌ی سوم در جفت‌گیری دخیل نیست و ممکن است نسبت خونی با دو پرنده‌ی دیگر نیز نداشته باشد. بنابراین از نظر تکاملی دلیل این رفتار همچنان مورد پرسش است. یکی از حدس ها این است که پرنده‌ی سوم با مشارکت در این امر، بزرگ کردن جوجه برای خودش را تمرین می‌کند.